# 軒上泊
軒上 泊（けんじょう はく、1948年6月10日 - ）は、日本の作家。兵庫県加東郡滝野町（現・加東市）出身。本名・丸山良三。

## 来歴
兵庫県立社高等学校卒業後、神戸市役所に勤務しながら神戸大学経営学部第二課程で学ぶ。1973年に同大学を卒業後、播磨少年院で法務教官を務めた体験を基に小説『九月の町』を書き上げ、1977年に第50回オール讀物新人賞を受賞。同作は、翌1978年に東陽一監督、寺山修司脚本により『サード』として映画化され、高い評価を受けた。その後、1987年に『ウェルター』（村上修監督）、1989年に『べっぴんの町』（原隆仁監督）が同タイトルで映画化され、1990年には『八月の濡れたボール』を原作としたテレビドラマ『スクールウォーズ2』が放送された。

## 著書
- プアマンズナイトクラブ（1982年、PHP研究所）
- 九月の町（1983年、みみずくぷれす）のち『ウェルター／サード』集英社文庫
- ルポルタージュ 心の戦場（1984年、みみずくぷれす）
- 鉄格子の中へどうぞ（1985年、集英社文庫コバルト）
- 甲子園の戦士（1985年、双葉ノベルス）「八月の濡れたボール」文庫
- べっぴんの町（1985年、集英社文庫）
- ディセンバー13（1985年、集英社文庫）
- ウエザー・リポーター氏、笑う（1986年、みみずくぷれす刊）
- また ふたたびの冬（1986年、集英社文庫）
- ニヒリズム・バーゲン（1986年、祥伝社ノン・ポシェット）
- ハーバーライト（1987年、集英社文庫）
- 君こそ心ときめく（1988年、集英社）のち文庫
- 手錠のパレード（1988年、集英社文庫）
- タイム・アフター・タイム（1988年、徳間書店）のち文庫
- 恋の終りはベッドが似合う（1988年、祥伝社ノン・ポシェット）
- 波止場草紙（1989年、広済堂出版）
- ニッカー・ボッカー調書（1989年、廣済堂出版）
- 甲子園ららばい2（1989年、双葉社刊）
- 心の戦場（1990年、廣済堂文庫）
- 陽ざかりの駅（1991年、廣済堂出版）
- 光の町へ（1992年、徳間書店）
- 憂愁海岸（1993年、徳間書店）
- 震える歳月（1993年、徳間書店）
- 深海の声（1994年、廣済堂出版）
- 君が殺された街（1995年、中央公論社）のち文庫
- 寒窓（1995年、徳間書店）
- 夜の走者（1996年、中央公論社）
- 君よ日に新たなれ - 鉄路を走り続けた男 佐伯勇伝（1998年、中央公論社）
- 仮死法廷（1999年、国書刊行会）

## 出演作品

### 映画
- ヒポクラテスたち（1980年） - 村中助手 役